# 8741 Suzukisuzuko
8741 Suzukisuzuko este un asteroid din centura principală, descoperit pe 25 ianuarie 1998, de Takao Kobayashi.